# يو إف سي ليلة القتال: هندرسون ضد خابيلوف
يو إف سي ليلة القتال: هندرسون ضد خابيلوف (بالإنجليزية: UFC Fight Night: Henderson vs. Khabilov)‏ (المعروف أيضًا باسم يو إف سي ليلة القتال 42) هو حدث لفنون القتال المختلطة نظمته يو إف سي، وأُقيم في 7 يونيو 2014، على مدرج تينجلي في ألباكركي، نيومكسيكو، الولايات المتحدة.